# Heartfall Arises
Heartfall Arises (em chinês: 惊天破) é um filme suspense de Hong Kong dos gêneros policial, ação e drama, dirigido por Wu Pinru, estrelado por Nicholas Tse, Sean Lau, Tong Liya, Mavis Fan e Gao Weiguangzh. O filme foi lançado em Hong Kong no dia 20 de outubro de 2016, sendo mais tarde lançado na China, em 21 de outubro do mesmo ano em formato 4DX e 3D.  

## Elenco
- Nicholas Tse[2]
- Sean Lau[2]
- Tong Liya[2]
- Mavis Fan[2]
- Gao Weiguang[2]